# Пам'ятник Степану Супруну (Суми)
50°54′41″ пн. ш. 34°48′36″ сх. д. / 50.911266° пн. ш. 34.809988° сх. д.

Загальний вигляд пам'ятника С. П. Супруну

Пам'ятник Супруну в 1950-х рр.

Пам'ятник Степану Супруну в місті Суми — пам'ятник військовику, льотчику-винищувачу двічі Герою Радянського Союзу Степану Павловичу Супруну (1907–1941). Розташований у сквері на вул. Троїцькій, 1. Автори: скульптор Яків Ражба та архітектор Микола Іванченко.
Пам'ятник встановлений 1 січня 1947 році у сквері ім. Супруна на кол. Петровській площі, а у 1970-х рр., у зв'язку з реконструкцією центру, був перенесений у сквер на вулиці Дзержинського (нині Троїцька).
Пам'ятник складається з погруддя С. П. Супруну та постаменту, який представляє з себе класичну колону. Загальна висота пам'ятника 6 метрів. Пам'ятник виготовлено з чавуну з добре пропрацьованими деталями. На колоні зображено указ Верховної Ради УРСР про нагородження С. Супруна медаллю «Золота Зірка». До пам'ятника ведуть широкі сходи, які підкреслюють меморіальний характер скверу.

## Галерея

Фронтальний вигляд
Ракурс зі сходу
Ракурс із заходу
Напис на колоні